# Nahirat
Nahirat (în persană نهيرات, romanizat ca Nahīrāt) este un sat în Districtul Rural Neysan, Districtul Neysan, Comitatul Hoveyzeh, Provincia Khuzestan, Iran. La recensământul din 2006, populația sa era de 102 locuitori, în 12 familii.